# Kanton Luzech
Kanton Luzech (francouzsky Canton de Luzech) je francouzský kanton v departementu Lot v regionu Midi-Pyrénées. Tvoří ho 13 obcí.

## Obce kantonu
- Albas
- Anglars-Juillac
- Bélaye
- Caillac
- Cambayrac
- Carnac-Rouffiac
- Castelfranc
- Douelle
- Luzech
- Parnac
- Saint-Vincent-Rive-d'Olt
- Sauzet
- Villesèque